# Snow (Hey Oh)
Pour les articles homonymes, voir Snow.
Singles de Red Hot Chili Peppers
Tell Me Baby
(2006) Desecration Smile
(2007)
Snow (Hey Oh) est une chanson des Red Hot Chili Peppers 3e extraite de l'album Stadium Arcadium, double album sorti en 2006.

## La musique
Ce titre est une ballade douce, elle rappelle les sonorités de By the Way, elle est menée par un riff rapide de guitare de John Frusciante. La chanson a été utilisée comme thème pour WrestleMania XXIV. Le titre est également présent à la fin du film japonais Death Note où il peut être entendu dans son intégralité durant les crédits de fin du film.
Dans cette chanson, Anthony Kiedis compare le monde réel avec un monde imaginaire Where it's so white as snow
(Où tout est blanc comme neige - neige fait référence à la cocaïne -). Ce monde qui l'a aidé à composer certaines de ses chansons Running through a field where all my tracks will (Je marche à travers un chemin où je retrouve toutes mes chansons).
Durant le refrain, il se demande quand il aura pris conscience qu'il n'est pas possible d'y aller. Il conclut le refrain avec cette phrase : When it's killing me, what do I really need, all that I need to look inside (Quand ça me torture (l'esprit), ce que j'ai réellement besoin, tout ce dont j'ai besoin c'est d'y voir plus clair).

## Le tracklisting du single
CD-single
1. "Snow (Hey Oh)" – 4:41
2. "Permutation" (Live) – 3:43

Maxi-single
1. "Snow (Hey Oh)" – 4:41
2. "Funny Face" – 4:46
3. "I'll Be Your Domino" – 3:54

International CD-single
1. "Snow (Hey Oh)" – 4:41
2. "Funny Face" – 4:46

UK Picture disk
1. "Snow (Hey Oh)" – 4:41
2. "Funny Face" – 4:46

iTunes Version Single
1. "Snow (Hey Oh)" – 4:41
2. "Funny Face" – 4:46
3. "I'll Be Your Domino" – 3:54
4. "Permutation" (Live) – 3:43

## Clip
Le clip devait à la base être réalisé par Tony Kane, déjà réalisateur du clip de Dani California, mais Warner a finalement sélectionné un autre réalisateur, Nick Wickham, qui ne se servit pour monter le clip que de prises de vues des concerts du 17 et 18 octobre 2006 au Izod Center dans le New Jersey, et de collection de mini-vidéos et photos de fans prises à l'extérieur du stade.